# Михайлов Кирило Андрійович
Михайлов Кирило Андрійович  (нар. 2 квітня 1983 року, с. Кайраково Мішкінський район, Башкирська АРСР, РРФСР, СРСР) — російський лижник і біатлоніст. Заслужений майстер спорту Росії. Відомча належність: Всеросійська спільнота інвалідів. Спортсмен-інструктор в Федеральному державному закладі «Центр спортивної підготовки збірних команд Росії».

## Біографія
Почав займатися спортом із 1993 року. Вихованець ДЮСШ Мішкінського району (тренер В. М. Байметов).
- Із 2005 року — майстер спорту Росії з лижних гонок, член паралімпійської збірної команди Росії.
- Із 2006 року — Заслужений майстер спорту Росії.
- Із 2005 року виступає за Школу вищої спортивної майстерності Башкирії (тренер — Гумеров Амір Абубакирович[1], потім — Гумерова Надія Григорівна).

## Спортивні досягнення
- Золото — Зимові Паралімпійські ігри 2006 — Лижні гонки 20 км;
- Бронза — Зимові Паралімпійські ігри 2010 — Лижні гонки 10 км;
- Золото — Чемпіонат Росії 2009 (5 км);
- Срібло — Чемпіонат світу 2009;
- Золото — Зимові Паралімпійські ігри 2010 — Біатлон 3 км інд. гонка переслідування;
- Золото — Зимові Паралімпійські ігри 2010 — Лижні гонки 20 км;
- Срібло — Зимові Паралімпійські ігри 2010 — Лижні гонки 10 км;
- Золото — Зимові Паралімпійські ігри 2010 — Естафета 3*5 км
- Золото — Зимові Паралімпійські ігри 2014 — Лижні гонки 1 км;

## Нагороди
- Орден «За заслуги перед Вітчизною» IV ступеня (26 березня 2010) — за великий внесок у розвиток фізичної культури і спорту, високі спортивні досягнення на X Паралімпійських зимових іграх 2010 року в місті Ванкувері (Канада).[2]
- Орден Дружби (2014 рік)[3].
- Медаль ордена «За заслуги перед Вітчизною» II ступеня (30 січня 2008 року) — за заслуги у розвитку фізичної культури і спорту і багаторічну сумлінну роботу[4]
- Орден «За заслуги перед Республікою Башкортостан» (2010 рік)[5]
- Орден Салавата Юлаєва (25 квітня 2006 року, Башкортостан) — за високі спортивні результати на IX Параолімпійських іграх 2006 року[6]
- Заслужений майстер спорту Росії

## Родина
Одружений, у подружжя два сини — Данило і Корніл